# Death & Legacy
«Death & Legacy» — третій студійний альбом австрійського симфо-павер-метал гурту Serenity. Реліз відбувся 25 лютого 2011 року.

## Список композицій
| #   | Назва                                              | Тривалість |
| --- | -------------------------------------------------- | ---------- |
| 1.  | «Set Sail To…» (інструментальне інтро)             | 0:26       |
| 2.  | «New Horizons»                                     | 6:49       |
| 3.  | «The Chevalier» (разом з Айлін)                    | 5:32       |
| 4.  | «Far from Home»                                    | 4:48       |
| 5.  | «Heavenly Mission»                                 | 5:23       |
| 6.  | «Prayer» (інтерлюдія разом з Айлін)                | 1:23       |
| 7.  | «State of Siege»                                   | 6:51       |
| 8.  | «Changing Fate» (разом з Амандою Сомервілль)       | 5:42       |
| 9.  | «When Canvas Starts To Burn»                       | 4:47       |
| 10. | «Serenade of Flames» (разом з Шарлоттою Весселс)   | 4:55       |
| 11. | «Below Eastern Skies» (інструментальна інтерлюдія) | 1:35       |
| 12. | «Beyond Desert Sands»                              | 4:50       |
| 13. | «Lament» (інтерлюдія разом з Фабіо Д'Аморе)        | 0:45       |
| 14. | «My Legacy»                                        | 4:45       |

| Обмежене видання | Обмежене видання                                   | Обмежене видання |
| #                | Назва                                              | Тривалість       |
| ---------------- | -------------------------------------------------- | ---------------- |
| 1.               | «Set Sail To…» (інструментальне інтро)             | 0:26             |
| 2.               | «New Horizons»                                     | 6:49             |
| 3.               | «The Chevalier» (разом з Айлін)                    | 5:32             |
| 4.               | «Far from Home»                                    | 4:48             |
| 5.               | «Heavenly Mission»                                 | 5:23             |
| 6.               | «Prayer» (інтерлюдія разом з Айлін)                | 1:23             |
| 7.               | «State of Siege»                                   | 6:48             |
| 8.               | «Changing Fate» (разом з Амандою Сомервілль)       | 5:43             |
| 9.               | «When Canvas Starts To Burn»                       | 4:51             |
| 10.              | «Serenade of Flames» (разом з Шарлоттою Весселс)   | 4:51             |
| 11.              | «Youngest of Widows»                               | 4:08             |
| 12.              | «Below Eastern Skies» (інструментальна інтерлюдія) | 1:35             |
| 13.              | «Beyond Desert Sands»                              | 4:40             |
| 14.              | «To India’s Shores»                                | 4:34             |
| 15.              | «Lament» (інтерлюдія)                              | 0:45             |
| 16.              | «My Legacy»                                        | 4:45             |

| Азійські/Японські релізи | Азійські/Японські релізи      | Азійські/Японські релізи |
| #                        | Назва                         | Тривалість               |
| ------------------------ | ----------------------------- | ------------------------ |
| 17.                      | «Guiding Light (re-recorded)» | 5:01                     |

## Учасники запису
- Георг Нойхаусер — вокал та задні вокали
- Томас Бакбергер — електро-, бас- ритм-гітара
- Маріо Херзінгер — клавіші, задній вокал
- Андреас Шифлінгер — ударні, задній вокал

## Чарти
| Чарт (2011)           | Місце |
| --------------------- | ----- |
| Japanese Albums Chart | 272   |